# 夜更けのバラッド
「夜更けのバラッド」（よふけのバラッド）は、崎本大海の2枚目のシングル。2011年1月26日にアリオラジャパンから発売された。

## 解説
前作「サヨナラ」から5ヶ月ぶりのシングルとなる。初回盤A・初回盤B・通常盤の3種形態での発売。
前作は自身が出演するテレビ番組『クイズ!ヘキサゴンII』の司会者である島田紳助（カシアス島田名義）がプロデュースと作詞を担当していたが、今作はYUIなどを手がける近藤ひさしがプロデュースを担当した。
2010年12月11日に幕張メッセで行われた「ヘキサゴンファミリーコンサート2010」で、セカンドシングルが発売されることを発表し、初めて「夜更けのバラッド」を披露した。その際に島田紳助から「（前作より）ビックリするくらい上手くなってる」と評価されている。
「夜更けのバラッド」はロックテイストになっており、「“男泣き”のバラッド」というキャッチフレーズが用いられた。ミュージックビデオには女優の藤井美菜が出演している。ミュージックビデオで崎本がギターを弾いているが、元々弾けたわけではなく、このために練習したもの。
カップリング曲「雪を見せたくて…」では、崎本が初めて作詞・作曲に挑戦している。
全国6箇所で発売イベントを行い、発売日前日には予備校で受験生向けのイベントが行われた。

## 収録曲

### CD
1. 夜更けのバラッド [4:47]
作詞･作曲：上中丈弥（THE イナズマ戦隊）、編曲：northa+
フジテレビ系『クイズ!ヘキサゴンII』エンディングテーマ。
2. 雪を見せたくて… [3:26]
作詞･作曲：崎本大海/HISASHI KONDO、編曲：オダクラユウ
3. 夜更けのバラッド（Instrumental）
4. 雪を見せたくて…（Instrumental）

### DVD（初回盤Aのみ）
1. 「夜更けのバラッド」ミュージックビデオ
2. 「夜更けのバラッド」メイキング